# Пяри (Ляэне-Нигула)
Пя́ри (эст. Päri) — деревня в волости Ляэне-Нигула уезда Ляэнемаа, Эстония. 
До административной реформы местных самоуправлений Эстонии 2017 года входила в состав волости Кулламаа.

## География
Расположена в 29 километрах к востоку от уездного центра — города Хаапсалу. Высота над уровнем моря — 24 метра. Через деревню проходит шоссе Йыгисоо—Леммиккюла.

## Население
По данным переписи населения 2011 года, в деревне проживали 39 человек, из них 38 (97,4%) — эстонцы.
Численность населения деревни Пяри:
| Год  | 2011 | 2017 | 2018 | 2019 | 2020 |
| ---- | ---- | ---- | ---- | ---- | ---- |
| Чел. | 39   | ↘ 36 | ↘ 34 | ↘ 33 | ↘ 28 |